# Atesta patula
Atesta patula är en skalbaggsart som beskrevs av Wang 1993. Atesta patula ingår i släktet Atesta och familjen långhorningar. Inga underarter finns listade.